# Emma Kullberg
Emma Nanny Charlotte Kullberg (* 25. September 1991 in Umeå) ist eine schwedische Fußballspielerin, die seit 2024 beim italienischen Erstligisten Juventus Turin unter Vertrag steht. 2019 wurde sie erstmals in der Nationalmannschaft eingesetzt.

## Karriere

### Vereine

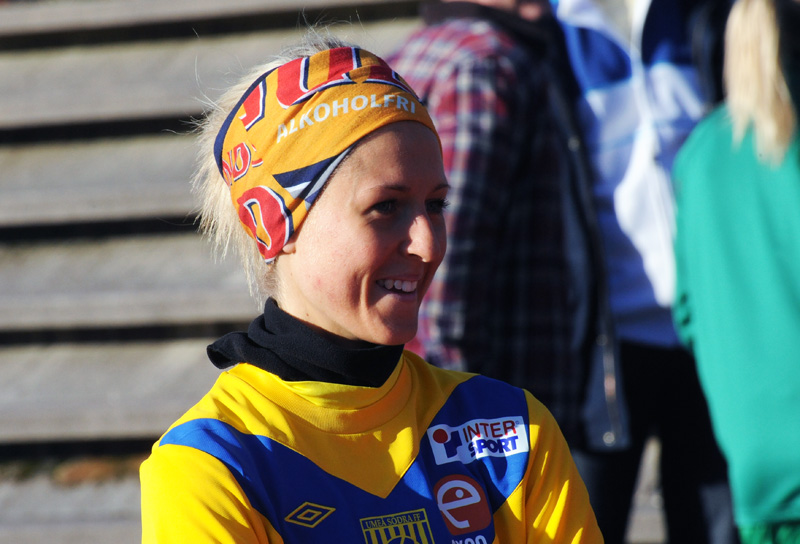
Emma Kullberg im April 2013 im Dress von Umeå Södra FF

Kullberg begann mit dem Fußballspielen bei ihrem Heimatverein Umeå IK und wurde im Mai 2009 erstmals bei einem Spiel in der Damallsvenskan gegen den späteren Absteiger Stattena IF eingesetzt. Es blieb ihr einziges Ligaspiel in dem Jahr, das der Verein mit der Vizemeisterschaft abschloss. Sie kam aber noch in drei Spielen im Schwedischen Fußballpokal der Frauen zum Einsatz, erreichte mit der Mannschaft das Pokalfinale, das aber mit 0:2 gegen Linköpings FC verloren wurde und kam in zwei Spielen des Sechzehntelfinale der UEFA Women’s Champions League 2009/10 zum Einsatz, bei der ihre Mannschaft bis ins Halbfinale kam. Zudem bestritt sie 2009 noch ein Spiel für Vännäs AIK in der vierten Liga (Division 2, Norra Norrland). 2010 bestritt sie für Umeå IK acht Liga-, ein Pokalspiel sowie zwei Spiele in der Qualifikation für die UEFA Women’s Champions League 2010/11 und für Mariehem SK fünf Spiele in der Division 2, Norra Norrland. 2011 spielte sie für Östers IF in der zweiten Liga (Söderettan), wo sie auf 21 Einsätze kam. 2012 konnte sie dann wieder erstklassig für Vittsjö GIK spielen, hatte aber nur sieben Einsätze in der Liga und einen im Pokal. 2013 ging es wieder eine Stufe tiefer in die nun als Elitettan laufende zweite Liga, wo sie für Umeå Södra FF in zwei Spielzeiten 37 Einsätze hatte. Am Ende der zweiten Saison stieg der Verein aber ab, Kullberg blieb aber dort und hatte in der dritten Liga (Division 1, Norrland) sieben Einsätze. 2016 wechselte sie zum Ligakonkurrenten Team TG FF. 2017 kehrte sie dann für eine Saison zu ihrem Stammverein Umeå IK zurück, der am Ende der Saison 2016 in die Elitettan abgestiegen war. 2018 spielte sie dann für den Ligakonkurrenten Kungsbacka DFF, mit dem sie die Zweitligameisterschaft gewann. Erstklassig spielte sie dann aber zunächst eine Saison für KIF Örebro, dann für Kopparbergs/Göteborg FC, mit dem sie ihre erste schwedische Meisterschaft gewann und wieder international in der UEFA Women’s Champions League 2020/21 spielen konnte. Sie schied mit ihrer Mannschaft aber bereits nach zwei Spiele im Sechzehntelfinale aus, die mit 1:2 und 0:3 gegen Manchester City verloren wurden. Ab 2021 trat der Verein als BK Häcken an. In der Qualifikation für die Gruppenphase der UEFA Women’s Champions League 2021/22 konnten sich die Schwedinnen gegen die Spielerinnen aus dem Nachbarland durchsetzen und mit 3:1 und 3:2 gegen Vålerenga Oslo die Gruppenphase erreichen. Hier kam ihre Mannschaft aber nur zu einem Sieg gegen Benfica Lissabon, bei dem sie aber nicht eingesetzt wurde. Die anderen fünf Spiele, bei denen sie dreimal eingesetzt wurde, gingen verloren, womit sie als Gruppenletzte ausschieden.
Zur Saison 2022 wechselte sie erstmals ins Ausland zu Brighton & Hove Albion, wo sie einen Vertrag für 18 Monate erhielt. Im Sommer 2024 schloss sich Kullberg dem italienischen Erstligisten Juventus Turin an.

### Nationalmannschaft
Kullberg kam erstmals im Oktober 2008 bei einem Trainingsspiel der U18-Mannschaft zum Einsatz, das mit 0:1 gegen Frankreich verloren wurde. Nach drei Trainingsspielen mit der U19-Mannschaft im März 2009, nahm sie mit dieser an der Qualifikation für die U-19-Fußball-Europameisterschaft der Frauen 2009 teil. Bei einem Turnier in Polen wurden sie mit zwei torlosen Remis gegen die Gastgeberinnen und Island sowie einem 1:0-Sieg gegen Dänemark Gruppenzweite und erreichten als beste Gruppenzweite die Endrunde. Im Juli erreichten die Schwedinnen bei der Endrunde in Belarus das Finale, verloren dieses aber mit 0:2 gegen England. Bereits mit dem Halbfinaleinzug waren die Schwedinnen aber für die U-20-Fußball-Weltmeisterschaft der Frauen 2010 in Deutschland qualifiziert. Davor nahm sie aber noch mit der U-19-Mannschaft in ihrer Heimat am Zweitrundenqualifikationsturnier zur U-19-Fußball-Europameisterschaft der Frauen 2010 teil, bei dem die Schwedinnen aber nur Gruppenzweite hinter England wurden und als nur drittbester Gruppenzweiter die Endrunde verpassten. Bei der U-10-WM konnte sie sich mit ihrer Mannschaft in der Gruppen gegen Nordkorea, Brasilien und Neuseeland durchsetzen, scheiterte dann aber im Viertelfinale an Kolumbien. 2012 nahm sie mit der U-23-Mannschaft an einem Turnier in La Manga teil, kam aber nur beim 2:2 gegen England zum Einsatz. Dann musste sie bis zum September 2019 auf eine Nominierung für die A-Nationalmannschaft warten. Sie stand zwar bei den ersten drei Spielen der Qualifikation für die EM 2022 im Kader, wurde aber nicht eingesetzt. Den ersten Einsatz gab es dann am 8. November 2019 beim mit 2:3 gegen Weltmeister USA verlorenen Freundschaftsspiel in Columbus, bei dem sie zur 72. Minute eingewechselt wurde. In der Folge wurde sie immer wieder nominiert, aber nur selten eingesetzt – so einmal über 90 Minuten beim Algarve-Cup 2020 gegen Dänemark. Für die wegen der COVID-19-Pandemie um ein Jahr verschobenen Olympischen Spiele wurde sie nominiert, kam aber zunächst nur beim 2:0-Sieg im dritten Gruppenspiel gegen Neuseeland zum Einsatz. Im Finale gegen Kanada wurde sie in der letzten Minute der Verlängerung eingewechselt, konnte aber auch nichts mehr am 1:1-Endstand ändern, so dass es zur Verlängerung kam. Am Ende sprang für die Schwedinnen wie 2016 die Silbermedaille heraus, da im finalen Elfmeterschießen vier ihrer Mitspielerinnen ihren Elfmeter nicht verwandeln konnten.
In der erfolgreichen Qualifikation für die WM 2023 saß sie sechsmal nur auf der Bank.
Sie wurde auch für die EM 2022 nominiert, kam aber auch dort ebenso wie in der Qualifikation nicht zum Einsatz. Für die WM 2023 wurde sie nicht nominiert. In der Qualifikation für die EM 2025 wurde sie nur im vorletzten Spiel gegen Frankreich eingesetzt. Als Gruppendritte konnten sich die Schwedinnen nicht direkt qualifizieren. In den erfolgreichen Play-offs stand sie im Kader, wurde aber nicht eingesetzt. Für die EM-Endrunde wurde sie nicht nomoniert.

## Erfolge
- 2018: Schwedische Zweitliga-Meisterschaft (Kungsbacka DFF)
- 2020: Schwedische Meisterschaft (Kopparbergs/Göteborg FC)
- 2020/21 Schwedischer Pokalsieg (BK Häcken)
- 2021: Silbermedaille bei den Olympischen Spielen
- 2022: Algarve-Cup-Sieg (ohne Finaleinsatz)

## Privates
Seit Dezember 2022 ist Kullberg mit der Fußballspielerin Julia Zigiotti Olme verlobt.